# Hugo Hamilton (1802–1871)

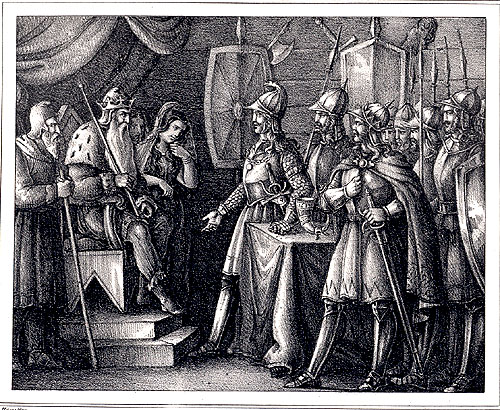
Hjalmar den hugstore friar till Ingeborg, illustration av Hugo Hamilton.

Hugo Adolph Hamilton af Hageby, född 2 oktober 1802 i Bo församling, Örebro län, död där 5 juni 1871, var en svensk friherre, konstnär, teaterchef, överpostdirektör och generaldirektör i postverket.
Hamilton var son till landshövdingen i Örebro län (1796–1801), sedermera överstekammarherren, friherre Karl Didrik Hamilton. Han blev student vid Uppsala universitet 1819 och tog examen 1824. 1824 tjänstgjorde han i kammarkollegium, och var därefter från 1828 till 1834 andre sekreterare i Konungens kabinett för den utrikes brevväxlingen. Som kammarherre hos kronprins Oscar (1826–1839) blev han den blivande kungens vän och förtrogne. Vid 1840 års riksdag erbjöds han av Karl XIV Johan att bli statsråd och chef för Finansdepartementet, men avböjde anbudet.

## Karriär
När Oscar I blivit kung 1844 övertalades Hamilton att överta ledningen av Kungl. Maj:ts hovkapell och spektakler, vars problematiska ekonomi han lyckades förbättra genom sträng sparsamhet. Han arbetade för att understödja den svenska dramatiken genom att ta upp ett flertal verk av inhemska författare på teaterns repertoar, bland annat pjäser av Börjesson, Blanche, Jolin, Dahlgren och Ridderstad. Han arbetade som teaterdirektör fram till 1848.
Samtidigt som Hamilton var chef för Dramaten hade han 1845 blivit utnämnd till överpostdirektör. Han arbetade intensivt för att utveckla postverksamheten. År 1850 blev han den förste som innehade posten som generaldirektör i postverket, men tvingades på grund av ett missförstånd mellan honom och regeringen angående en postkonvention med Frankrike avgå samma år.
Från och med 1828 deltog Hamilton i allmänhet i ståndsriksdagarna där han tillhörde den liberala oppositionen som arbetade för en representationsförändring. Han representerade mellan 1867 och 1870 Örebro läns landsting i första kammaren.
Hamilton var en varm konstälskare, som i sin ungdom tecknade och utgav flera litografiska arbeten, bland annat illustrationer till Nicanders Runor (1825), Tegnérs Frithiofs saga (24 planscher) och Axel (1830), Teckningar ur Skandinaviens äldre historia (1830-31). Han blev 1840 ledamot och 1848 hedersledamot av Akademien för de fria konsterna. Han var mycket nära vän med skalden K. A. Nicander som tillbringade åren 1834–1836 som hans gäst på Boo herrgård i Närke. Hamilton finns representerad vid bland annat Örebro läns museum, Uppsala universitetsbibliotek, Norrköpings konstmuseum och Nationalmuseum i Stockholm.

## Privatliv
Hamilton gifte sig 1830 med friherrinnan Lovisa Johanna Ridderstolpe (1812–1858) och fick sex barn med henne.
1848 övertog Hamilton Boo fideikommiss och spelade en framskjuten roll i Örebro län som ordförande i länets hushållningssällskap och andra betydelsefulla poster i länet, bland annat var han 1857–1871 vice ordförande i Föreningen för Nerikes Folkspråk och Fornminnen.
Hamilton ägde stora kulturella och konstnärliga intressen och utgav i litografi illustrationerna till Karl August Nicanders Runor, Esaias Tegnérs Frithiofs saga (1-4 1827–28) och Axel (1830), samt Teckningar ur Skandinaviens äldre historia (1830).